# Kure Atol
Kure Atol eller Ocean Island er en amerikansk ø, beliggende i den nordvestlige del af Hawaii øerne. Atollen er den nordligst beliggende koral-atol på Jorden og er ubeboet.
28°25′N 178°20′V / 28.417°N 178.333°V
Atollen består af et næsten 10 kilometer cirkulært koralrev, som omkranser en lavtvandet lagune med flere småøer. 
Det totale areal af øerne er ca. 86 ha, som er yngleplads for mange søfugle.